# Powiat Regenwalde

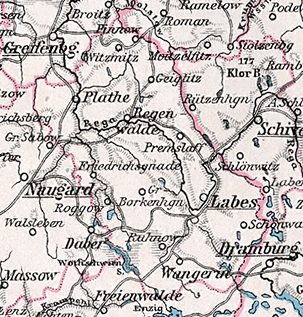
Mapa powiatu Regenwalde z 1905

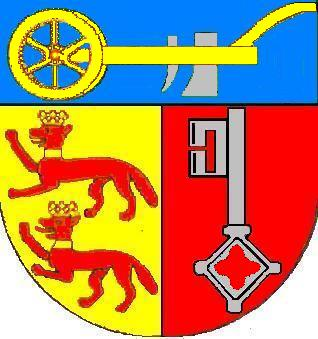
Herb powiatu Regenwalde w latach 1938–1945

Powiat Regenwalde (niem. Landkreis Regenwalde, Kreis Regenwalde; pol. powiat reski) – dawny powiat na terenie kolejno Prus, Cesarstwa Niemieckiego, Republiki Weimarskiej oraz III Rzeszy, istniejący od 1818 do 1945 z siedzibą do roku 1860 w Regenwalde, a następnie w Labes. Do 30 września 1938 należał do rejencji szczecińskiej, w prowincji Pomorze, ale dzień później został przyłączony do rejencji koszalińskiej w tej samej prowincji. Teren dawnego powiatu leży obecnie w Polsce, w województwie zachodniopomorskim.

## Historia
W 1932 roku w powiecie Regenwalde było 19 gmin:
Bonin, Elvershagen, Grabow, Henkenhagen, Lessenthin, Maldewin, Neukirchen, Plathe A, Plathe B, Regenwalde, Roggow A, Ruhnow, Schönwalde, Silligsdorf, Stargordt, Stramehl, Wisbu, Witzmitz, Wolkow.
1 stycznia 1945 na terenie powiatu znajdowały się cztery miasta:
- Regenwalde (Resko, siedziba powiatu do roku 1860, 5014 mieszk[3].)
- Labes (Łobez, siedziba powiatu od roku 1860, 7310 mieszk[3].)
- Plathe (Płoty, 3653 mieszk[3].)
- Wangerin (Węgorzyno, 3449 mieszk[3].)

W 1939 roku powiat zamieszkiwało 49 232 osób, z czego 47 081 ewangelików, 1 033 katolików, 585 pozostałych chrześcijan i 37 Żydów.
Wiosną 1945 obszar powiatu zdobyły wojska 2 Frontu Białoruskiego Armii Czerwonej. Po odejściu wojsk frontowych, powiat na podstawie uzgodnień jałtańskich został przekazany polskiej administracji. Jeszcze w tym samym roku zmieniono nazwę powiatu na powiat Ławiczka, a następnie (1945–1946) na powiat łobeski.
Starostami powiatu (Landrat) byli:
- 1818–1831 Ernst August Philipp von Borcke (żył w latach 1766–1850)
- 1832–1855 Georg August Adolf Heinrich von der Osten (1785–1855)
- 1855–1863 Leopold von der Osten (1809–1887)
- 1864–1871 Johann Georg von Loeper (1819–1900)[7]
- 1871–1877 Ludwig Ferdinand von Lockstedt (1837–1877)
- 1877–1884 Johann Georg von Loeper (1819–1900)
- 1884–1893 August Hans Adam Berthold von der Osten (1855–1895)
- 1893–1910 Ernst von Döring (1858–1910)
- 1910–1918 Hans Joachim Philipp Hartwig von Normann (1880–1918)
- 1918–1931 Herbert Rudolf von Bismarck (1884–1955)
- 1931–1945 dr Erich Hüttenhein (ur. 1889–1945)[8].
- 1945–1946 pełnomocnik Leopold Płachecki (powiat Ławiczka/powiat łobeski)
- 1946–48 Leopold Płachecki (powiat łobeski)
- 1949–50 Lucjan Sokólski (powiat łobeski)

## Herb
W roku 1938 Ministerstwo Spraw Wewnętrznych III Rzeszy zatwierdziło projekt herbu powiatu Regenwalde, który miał trzy pola, gdzie jedno przedstawiało herb rodu Borków, drugie rodu Ostenów, a trzecie pole pług. Autorem projektu herbu był berliński malarz, ilustrator, historyk i heraldyk Gustav Adolf Closs (1864–1938). Oryginalny, kolorowy wzór herbu nie zachował się w archiwach. Obecny herb powiatu łobeskiego wykazuje znaczne podobieństwo do tego herbu.

## Wydawnictwa powiatowe i lokalne
Lokalne wydawnictwa
- Heimatkreiskalender Kreis Regenwalde – kalendarz powiatowy wydawany w latach 1924–1942
- „Kreis Zeitung”
- „Kreis Blatt”
- „Die Kreiszeitung in Labes”
- „Kreiszeitung für den Kreis Regenwalde”
- „Evangelische Rundschau für Pommern”
- „Blätter für Schulrecht und Schulstatistik”
- „Regenwalder Kreisblatt”, Labes, 1846–1848[12]